# Monedas de 1000 pesos colombianos
Las Monedas de 1.000 pesos colombianos son monedas bimetálicas acuñadas en Colombia, la primera versión empezó su acuñación en 1996 en la Fábrica de Moneda en Ibagué, actualmente existen 2 versiones de la moneda. La Antigua con diseño de 1996 y la Nueva con diseño de 2012.
Las monedas de $1.000 pesos colombianos con el diseño de 1996 continúa siendo de curso legal, pero su circulación es casi nula debido a su alto porcentaje de falsificación, fueron cambiadas en 2001 por el billete de Gaitán.

## Ediciones

### Primera edición
Entre 1996 y 2002 estuvo en circulación activa la primera acuñación de una moneda de $1000, la cual perdió popularidad debido a su falsificación masiva. Se dejó de acuñarlas y fueron reemplazadas por la emisión de un billete de 1000 pesos. Aunque esta moneda aún no ha salido de circulación, y aún conserva su valor cambiario. 
| Moneda colombiana de 1.000 pesos (Antigua) |                 |                 |                 |                 |                 |                                      |                    |                                        |                          |
| Valor                                      | Características | Características | Características | Características | Características | Composición                          | Descripción        | Descripción                            | Descripción              |
| Valor                                      | Anverso         | Reverso         | Diámetro        | Espesor         | Peso            | Composición                          | Años de producción | Anverso                                | Reverso                  |
| $1.000                                     |                 |                 | 21.67 mm        | 2.76 mm         | 7.3 g           | 92 % cobre, 6 % aluminio, 2 % níquel | 1996-1998          | Figura precolombina de la cultura zenú | Valor y año de acuñación |

| Año  | Tirada      | Ceca   |
| ---- | ----------- | ------ |
| 1996 | 60.000.000  | Ibagué |
| 1997 | 35.000.000  | Ibagué |
| 1998 | 385.300.000 | Ibagué |

### Segunda edición
El Banco de la República puso en circulación el segundo semestre de 2012. El diseño de la moneda, a cargo de la artista colombiana Johana Calle, incluye, además, el nombre común y científico de esta especie y unas líneas onduladas finas, que simulan agua en movimiento y que atraviesan en el costado inferior derecho parte de la corona y parte del núcleo de la especie monetaria.
| Moneda colombiana de 500 pesos (Nueva) |                 |                 |                 |                 |                 |                                                 |                                                             |                                                                               |
| Valor                                  | Características | Características | Características | Características | Características | Características                                 | Descripción                                                 | Descripción                                                                   |
| Valor                                  | Anverso         | Reverso         | Diámetro        | Espesor         | Peso            | Composición                                     | Anverso                                                     | Reverso                                                                       |
| $1.000                                 |                 |                 | 26.7 mm         | 2.2 mm          | 9.95 g          | Corona: Alpaca amarilla. Núcleo: Alpaca blanca. | La tortuga caguama, su nombre común y su nombre científico. | Valor, bordeado con las palabras República de Colombia y el año de acuñación. |

| Año  | Tirada      | Ceca   |
| ---- | ----------- | ------ |
| 2012 | 27.000.000  | Ibagué |
| 2013 | 90.700.000  | Ibagué |
| 2014 | 120.000.000 | Ibagué |
| 2015 | 167.828.000 | Ibagué |
| 2016 | 284.772.000 | Ibagué |
| 2017 | 140.900.000 | Ibagué |
| 2018 | 17.900.000  | Ibagué |
| 2019 | 153.700.000 | Ibagué |
| 2020 | 75.900.000  | Ibagué |
| 2021 | 53.200.000  | Ibagué |